# Мараш Кумбула
Мараш Кумбула (алб. Marash Kumbulla; Пескјера дел Гарда, 8. фебруар 2000) албански је фудбалер који тренутно наступа за Рому. Игра на позицији одбрамбеног играча.

## Успеси
Рома
- Лига конференције (1) : 2021/22.[9]
- Лига Европе: (финале: 2022/23)[10]